# Fred Kean
Frederick William Kean (10 tháng 12 năm 1898 - 28 tháng 10 năm 1973) là một cầu thủ bóng đá đội tuyển Anh từng thi đấu ở vị trí right half cho Sheffield Wednesday, Bolton Wanderers và Luton Town. Sinh ra ở Sheffield, Kean có tổng cộng 9 trận cho đội tuyển quốc gia Anh từ năm 1923 đến năm 1929, làm đội trưởng một lần vào năm 1927.